# やり込み
やり込み（やりこみ）は、コンピュータゲームにおいて普通にクリアする（終了させる）目的から外れ、ある分野を徹底的に極めることである。
やり込み要素は公式としてゲーム内に用意される場合や、Xbox Liveの実績やPlayStationのトロフィーといった形で共有化されることもある。

## やり込みの例
やり込みの例には、次のようなものがある（なお、チートやバグなどを用いてはならないものとする場合が多い）。一定の結果を出すと報酬がもらえることもある。

### ハイスコアアタック
- 可能な限り高い得点（ハイスコア）でクリアする（期間や場所を限定して競うこともある）。
- 可能な限り短いタイムでカウンターストップ（スコアの上限到達）する。
- スコアアタックモードで可能な限り高い得点を出す。
- 対戦型格闘ゲームなどで、対人戦の勝ち抜き数を競う。
- エンディングの無いループゲームで、ループの限界点まで到達する。

### ノーミス
- RPGで遭遇した敵キャラクターから一切逃げずに戦い抜く。
- やられても復活ができる機能を使わないでクリアする。
- （特殊イベントや強制イベントを除き）ダメージを一度も受けずにクリアする（ノーダメージクリア）。

### コンプリート
- ゲーム内に存在するアイテム、キャラクター、技能など、収集対象となるものを可能な限り全て集める。また、その全てを限界の数値まで集める。コンプリート内容を具体的にして「○○コンプ」と称する場合もある。
- マルチエンディングのゲームで、全種類のエンディングを見る。
- クリアに不要な要素（ミニゲームなど）や、すべての隠し要素（隠しステージ、特殊イベントなど）、全実績項目を制覇する。
- キャラクターごとに能力が異なるゲームを、全てのキャラクターでクリアする。

### 敵全滅、ノーキル
- 倒すことのできる敵を全て倒してクリアする。普通なら無視するような敵でも、倒せるなら寄り道してでも倒す。
- 倒すことのできる敵を全て倒さずにクリアする。「不殺」「無血」「パシフィスト」などとも言われる。

### 制限プレイ or 縛りプレイ
あえてプレイヤーに不利な条件を課すよう「特定の制限」を加えて、限界までプレイする。特定のアイテムや技術、キャラクターなどの使用を自主的に禁止するプレイは「○○封印」のように表現されることもある。
- レベル、経験値、能力値、ヒットポイントなどのステイタスを可能な限り低くしたままクリアする。
- シューティングやアクションゲームなどで極力スコアを取らないようにクリアする（ロースコアアタック）。
- 最初から最後まで、1人のキャラクターのみを使用してクリアする（一人旅）。
- 使い勝手が悪いとされるキャラクターやアイテムのみ使用、または使い勝手の良いキャラクターやアイテムを一切使用せずクリアする。
- 最初から最後まで、武器や防具を何も装備させずに（外せないなら初期装備や特殊な装備のみで）クリアする。
- 相手のスタートから一定時間経過後にスタートする（レースゲーム等で）。
- 悪天候（シミュレーションゲーム等で）
- 途中でセーブ（データの保存）を一度もせずにクリアする（ノーセーブクリア）。
- 通算エンカウント、ターン数などを最小限に抑えてクリアする。
- 特定の操作ボタンを使わずにクリアする。
- 回復ポイントを利用せずにクリアする。
- その他、通常のプレイでは行わないような変則プレイなど。

### RPGなどでのやり込み
RPG（ロールプレイングゲーム）などでは、上記に加えて、次に挙げるようなやり込み方法がある。

#### キャラクター強化、コンプリート
ゲームの煽り文句などで「やり込み要素が多い」と表現される場合、主にこちらを指すことが多い。MMORPGにおけるやり込みもこの部類に入る。
- キャラクターを可能な限り仲間に加え、さらに経験値とレベルを最高値まで上げる。
- ステータスを上げるアイテムを使い、限界までステータスを高める。武器や防具を合成や改良などで極限まで強化する。
- キャラクターメイキングのあるゲームでは、クリア後も多種多彩なキャラクターを作り、育てる。
- 最大ダメージ量に挑戦する（1ターンでの最高ダメージ、理論上可能な合計ダメージなど）。

#### ストーリー無視
- 攻略に重要となる行動やアイテムなどを使うことなくクリアする。また逆に、ある特定の行動やアイテム以外を一切使わない。
- 本来ならプレイヤー側が負ける、または倒せないはずのボスキャラクターを倒す。

### シーケンスブレイク
通常通りにプレイすると、あるルートからアイテムを取って関連するルートをとおって…、と順路に応じたプレイになるが、あるアイテムを集めつつ操作を工夫し順路からはずれたルートをとおってクリアすることができる。これをシーケンスブレイクという。
シーケンスブレイクできる個所を探すのも一種のやりこみで、これは下記のタイムアタックにも応用できる。

### タイムアタック、スピードラン
- 可能な限り短い時間での目標達成を目指す（ステージやコースなどの区間を限定して競うこともある）。日本国内では「タイムアタック」、日本国外では「スピードラン」と呼ばれる。
- タイムの計測方法やプレイスタイルなどのルール（レギュレーション）に応じて、「リアルタイムアタック（RTA）」や「ツールアシステッドスピードラン（TAS）」などの派生ジャンルも存在する。

詳細は、タイムアタック (ゲーム)、ツールアシステッドスピードランなどの該当ページを参照。

### その他
- 2人同時プレイ可能なゲームで、操作デバイス2つを一人で操作する（ダブルプレイ）。
- 画面全体、あるいは一部を隠してプレイする。音楽ゲームなどで譜面を画面に表示させずにプレイする。
- 音楽ゲームなどでプラス評価の中でも最低の判定のみでクリアする（ALL GOODプレイなど）。
- 特定のゲーム専用のコントローラを使ってプレイする。
- ステージエディット機能で他人が投稿したステージをクリアする（『みすてぃっく☆ばる〜ん』『スーパーマリオメーカー』など）。
- 極端な例として、プレイや進行自体が困難で苦痛が多かった『星をみるひと』は、「ただ普通にクリアしただけ」でやり込み扱いされ、ゲーム雑誌に掲載された事がある。

## 雑誌や書籍への掲載、ビデオへの収録
『ファミ通』などのゲーム雑誌が読者からやりこみを募集し、投稿されたやり込みを特集し掲載することがある。さらにこれらのプレイから厳選してビデオやDVDなどに収録し販売している。ゲーム攻略本では、ライター自らがそのゲームのやり込みを掲載することも多い。いずれのケースにおいても、深刻なネタバレ（隠しボスなど）を含むやり込みは公表されないか、大部分が伏せられる例が多い。『ファミ通』では「やりこみゲーム大賞」という応募企画が幾度も開催されている（第1回の結果発表は『ファミコン通信』1992年2月7日号掲載)。